# Marthon
Marthon – miejscowość i gmina we Francji, w regionie Nowa Akwitania, w departamencie Charente.
Według danych na rok 1990 gminę zamieszkiwało 529 osób, a gęstość zaludnienia wynosiła 41 osób/km² (wśród 1467 gmin regionu Poitou-Charentes Marthon plasuje się na 535. miejscu pod względem liczby ludności, natomiast pod względem powierzchni na miejscu 685.).